# Bad Vilbeler Anzeiger
Der Bad Vilbeler Anzeiger (BVA) gehört zu den ältesten Zeitungen Deutschlands, die es heute noch gibt. Die erste Ausgabe des 1851 gegründeten Vilbeler Anzeigers erschien allerdings erst ein Jahr später, 1852, damals noch ohne das Prädikat Bad, denn dieses wurde der Stadt Vilbel erst 1948 zuerkannt. Bis Ende des 20. Jahrhunderts erschien der Bad Vilbeler Anzeiger zweimal pro Woche: montags (4 bis 6 Seiten Umfang) und donnerstags (24 bis 48 Seiten Umfang). Aufgrund des zweimaligen Erscheinens pro Woche galt der BVA als Tageszeitung.
Neben dem „Flaggschiff“ Bad Vilbeler Anzeiger (BVA) gehörten zu der BVA-Zeitungsgruppe eine Reihe weiterer Lokalzeitungen: u. a. die Karbener Zeitung, der Lokal-Anzeiger, die Nidder-Zeitung, der Nidderauer Anzeiger, die Niddatal-Zeitung, das Nidder-Echo, die Florstädter Zeitung, die Rosbacher Zeitung, die Wollstädter Zeitung sowie das Anzeigenblatt Blick. Letzter BVA-Chefredakteur von 1990 bis 2017 war der Diplom-Journalist und Schriftsteller Horst Samson. Seither wird das Anzeigenblatt von der Wetterauer Zeitung und der Frankfurter Neuen Presse, die beide zur Ippen-Gruppe gehören, gesteuert.
Die BVA-Zeitungsgruppe, Verleger und alleiniger Geschäftsführer war der Kaufmann Peter Gschwilm. Anfang 1992 wurde der BVA vom Verlagshaus Frankfurter Societät aufgekauft, Peter Gschwilm wurde Mit-Gesellschafter, die Geschäftsführung übernahmen als Verlagsleiter Helmut Trapka (Schöneck) und Dipl.-Kaufmann Andreas Fiebiger (Neu-Isenburg bzw. Usingen). Der Gesellschaftsvertrag wurde am 22. März 1992 abgeschlossen, die BVA-Zeitungsgruppe in ZLP – Zeitungsring Lokalpresse Bad Vilbel GmbH umbenannt und gehörte damit bis zum Verkauf an die Ippen-Gruppe im Jahr 2018 im weiteren Sinne zur Fazit-Gruppe.
Der Bad Vilbeler Anzeiger ist heute das Anzeigenblatt für Bad Vilbel mit einem redaktionellen Teil zu lokalen Themen. Er gehört zur Ippen-Gruppe, ist das amtliche Bekanntmachungsorgan der Stadt Bad Vilbel und wird wöchentlich kostenlos allen Haushalten zugestellt. Zum Verbreitungsgebiet gehören ferner die Wetterau-Gemeinden Karben, Schöneck, Niederdorfelden und der Frankfurter Stadtteil Nieder-Erlenbach. Die Gesamtauflage des Bad Vilbeler Anzeigers und seines Schwesterblatts Karbener Zeitung betrug am 1. Januar 2021 rund 34.500 Exemplare.

## Belege
1. ↑  Mediaten Bad Vilbeler Anzeiger. Stand. 1. Januar 2021.